# Yūji Iwasawa
Yuji Iwasawa (岩沢雄司; Tokio, 4 de junio de 1954) es un jurista japonés. Es miembro de la Corte Internacional de Justicia desde el 22 de junio de 2018, tras la dimisión del juez Hisashi Owada. Antes de ser elegido juez, fue profesor de derecho internacional en la Universidad de Tokio.  Fue reelegido el 12 de noviembre de 2020. Anteriormente presidió el Comité de Derechos Humanos de las Naciones Unidas.
El 3 de marzo de 2025 fue elegido presidente de la Corte Internacional de Justicia (CIJ), sucediendo a Nawaf Salam, quien había renunciado para convertirse en primer ministro del Líbano. 

## Biografía
Nació en Tokio en 1954. Después de graduarse de la Escuela Secundaria Kunitachi, se matriculó en la Facultad de Artes y Ciencias de la Universidad de Tokio (UTokyo) en 1973. Posteriormente se especializó en derecho público en la facultad de derecho de la misma universidad, graduándose como abogado en 1977. Posteriormente asistió a la Facultad de Derecho de Harvard en Estados Unidos, donde obtuvo su licenciatura en derecho en M.
Después de un breve período enseñando en la Universidad Metropolitana de Osaka, asistió a la facultad de derecho de la Universidad de Virginia, también en Estados Unidos, donde obtuvo el título de doctor en jurisprudencia en 1986. De 1991 al 1993 enseñó en el Centro Lauterpacht de Derecho Internacional, parte de la Universidad de Cambridge . En 1996 se convirtió en profesor asistente en UTokyo, mientras pasaba intermitentemente algunos años en el Centro Lauterpacht. Fue nombrado profesor de derecho internacional en la facultad de derecho de la Universidad de Tokio en 2005 y permaneció en ese cargo hasta 2018. 